# Dolomiaea lateritia
Dolomiaea lateritia là một loài thực vật có hoa trong họ Cúc. Loài này được C.Shih mô tả khoa học đầu tiên năm 1994.